# Telefooncentrale

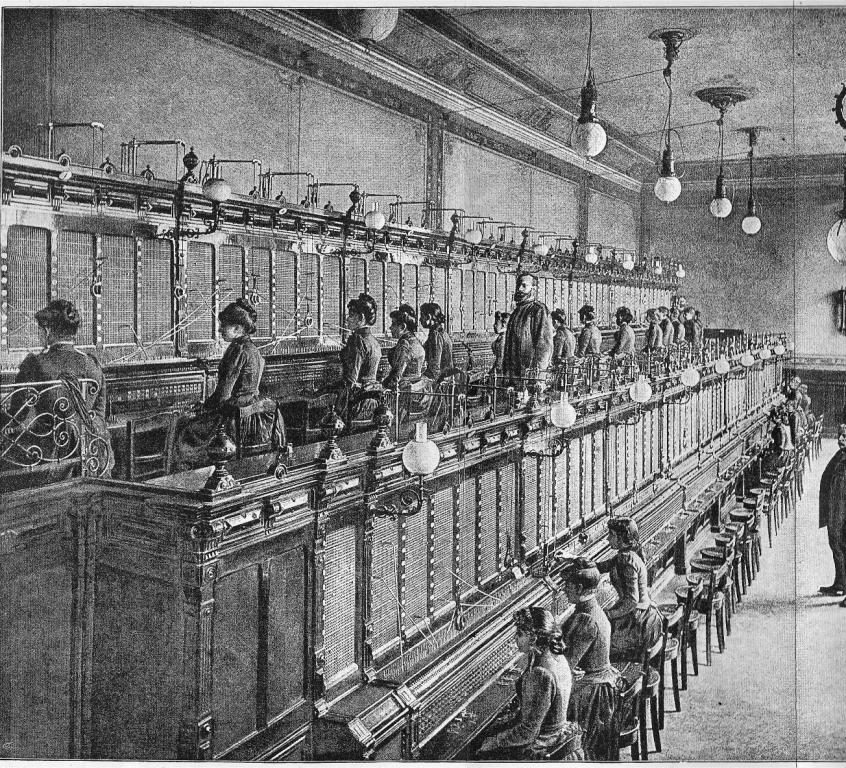
Een telefooncentrale in 1892

Een telefooncentrale is een installatie waarmee het mogelijk is telefoontoestellen zo te verbinden dat een gesprek mogelijk wordt. De telefooncentrale bevindt zich doorgaans op een centrale plek ten opzichte van de aangesloten toestellen. Telefooncentrales bestaan in verschillende groottes en functionaliteit: huistelefooncentrale, bedrijfscentrale, lokale centrale, transitcentrale, interconnectiecentrale. Centrales kunnen analoog of digitaal zijn en gebruikmaken van koper-, glasvezel- en/of radioverbindingen.
Door de toenemende Digitalisering en Internet zijn er steeds minder fysieke telefooncentrales.

## Geschiedenis

### Handbediening

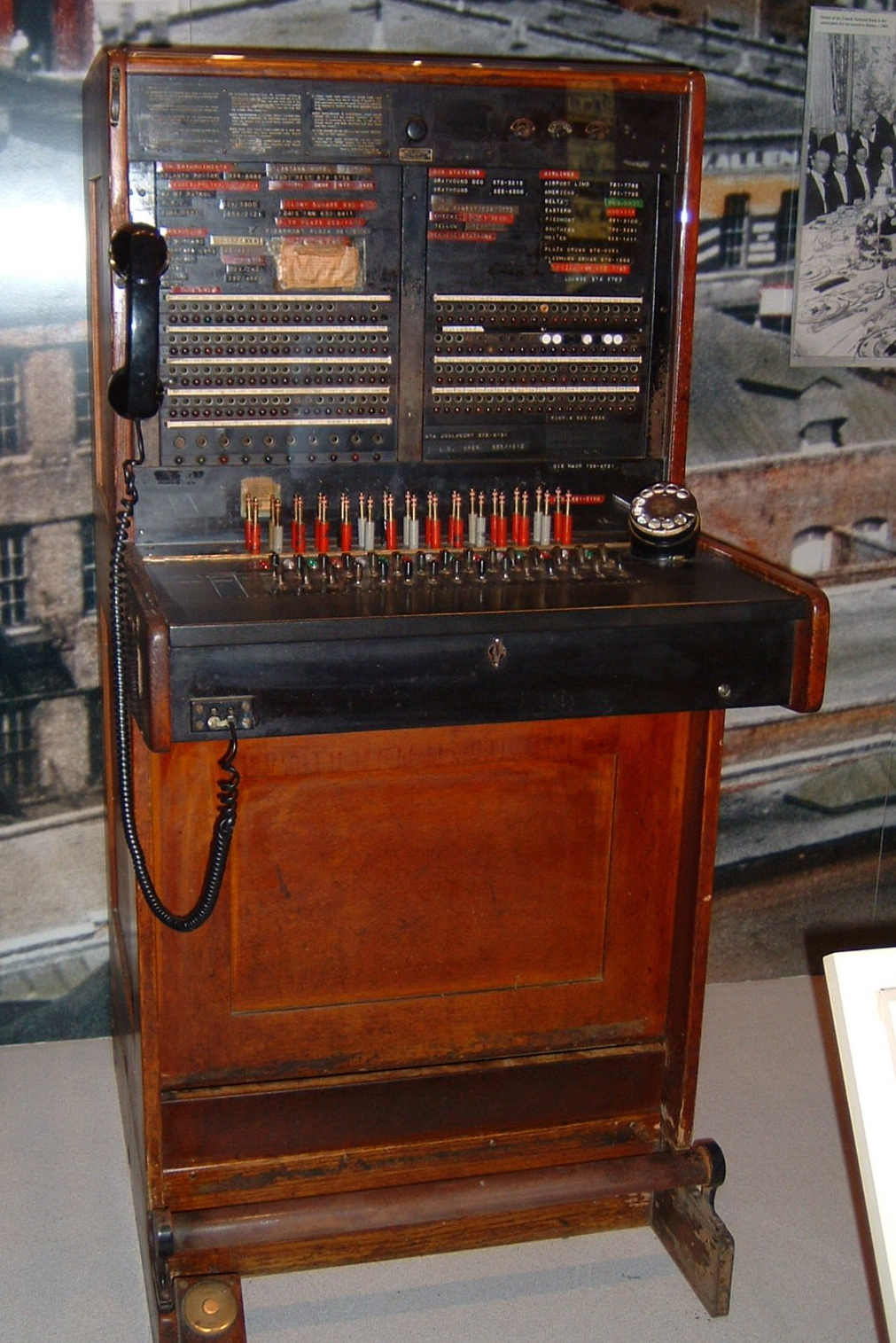
Handbediend schakelpaneel, 1924. Deze centrale werd wellicht in een bedrijf gebruikt. Voor de verbindingen naar buiten is er een kiesschijf aanwezig

Aanvankelijk was een centrale een bedieningspaneel waarop een telefoniste (of telefonist, maar het werk werd meestal door vrouwen gedaan) handmatig de verbindingen maakte. Bij het opnemen van de hoorn kreeg een abonnee verbinding met een telefoniste. Hij zei met wie hij wilde spreken waarna de telefoniste de verbinding tot stand bracht. In veel gevallen kon men volstaan met de naam (niet het nummer) van de gewenste gesprekspartner.
Ook de taxatie, die naderhand diende voor de facturatie, werd met de hand bijgehouden.
Bij een handmatige telefooncentrale eindigen de telefoonlijnen op klinken op een verticaal paneel. Daaronder, op een horizontale tafel, bevinden zich de koorden, elk met twee stoppen die in de klinken passen. Om te vermijden dat de koorden in de knoop raken, worden ze door gewichten onder de tafel strak gehouden. Van de koorden die niet in gebruik zijn, steken alleen de stoppen boven de tafel uit. Bij elk koord hoort een sleutel (een schakelaar op het tafelblad). Drukt de telefoniste daartegen, dan kan ze via dat koord spreken en met de slinger belstroom op de lijn zetten.

#### Werkwijze
De werkwijze is meestal als volgt.

##### Eenvoudige centrale met één telefoniste

Eenvoudige handbediende centrale

De abonnee draait aan de slinger van zijn telefoontoestel, waardoor er een wisselstroom wordt opgewekt die in de telefooncentrale de bel doet rinkelen (opbellen). Bovendien valt er in de centrale een klepje naast de klink van de abonnee omlaag of gaat er een lampje branden, zodat de telefoniste kan zien door welke abonnee ze wordt opgeroepen.
De telefoniste steekt een ongebruikte stop in de klink en drukt tegen de sleutel zodat haar hoofdtelefoon met de lijn wordt verbonden. Ze kan nu met de oproepende abonnee praten. Daarna steekt ze de andere stop van hetzelfde koord in de klink van de opgeroepen abonnee. Door tegen de sleutel te drukken en aan de slinger te draaien, laat ze de bel bij de opgeroepene rinkelen. Daarna laat ze de sleutel los en komt de verbinding tot stand.
Wil iemand spreken met een abonnee die in gesprek is, dan kan de telefoniste dat direct zien: er zit immers al een stop in de klink.
Aan het einde van het gesprek draaien de abonnees weer even aan de slinger (afbellen). De telefoniste weet dan door het gerinkel van de bel dat ze de verbinding weer kan verbreken.
De woorden opbellen en afbellen worden tot heden in het spraakgebruik gehoord.

##### Grote centrale met meer telefonistes

Grotere handbediende centrale

Bij grotere telefooncentrales (meer dan 15 000 abonnees) is dit systeem niet meer werkbaar. De panelen worden te groot en de telefonistes krijgen het te druk. Er zijn meer telefonistes nodig. Er zijn bijvoorbeeld twaalf telefonistes en 45 000 abonnees. Elke telefoniste heeft op haar paneel 15 000 klinken voor uitgaande gesprekken en 3750 klinken voor inkomende gesprekken. De afbeelding toont een derde deel van deze centrale (er zijn in werkelijkheid veel meer klinken dan de afbeelding toont) met de panelen van vier telefonistes. Elke abonnee is verbonden met de inkomende klink van zijn eigen telefoniste (op een geel paneel onder) en met de uitgaande klink van vier telefonistes (op een wit paneel boven). Een telefoniste kan een verbinding tot stand brengen tussen een inkomende klink van haar eigen paneel en een uitgaande klink van haar eigen paneel of van het paneel van haar collega's links en rechts. Nu kan een telefoniste niet direct zien of een aansluiting bezet is, maar hiervoor is een eenvoudige oplossing: de telefoniste tikt even met de tip van de stop tegen de ring van een klink. Hoort ze dan een klikgeluid, dan weet ze dat de aansluiting bezet is.
Een dergelijke telefooncentrale hoeft niet volledig bemand te zijn. Op rustige tijden kan een telefoniste twee of meer panelen tegelijk bedienen.

##### Nog grotere centrales
Bij nog grotere telefooncentrales moet een telefoongesprek door twee telefonistes verwerkt worden. Er zijn dan verbindingen tussen de panelen van de verschillende telefonistes. De telefonistes kunnen zich in hetzelfde gebouw bevinden, maar ook op verschillende plaatsen in een grote stad. Hetzelfde systeem wordt gebruikt voor interlokale verbindingen.
Elke telefoniste heeft nu ook een aantal klinken die verbinding geven met haar collega's. Er zijn natuurlijk meerdere verbindingen nodig, en die hebben elk een eigen klink op het paneel. Met de klik-methode probeert de telefoniste de klinken een voor een, tot ze een vrije klink vindt. Bij een geavanceerder systeem brandt er een lampje naast de vrije klinken, of - nog mooier - naast de eerste vrije klink.

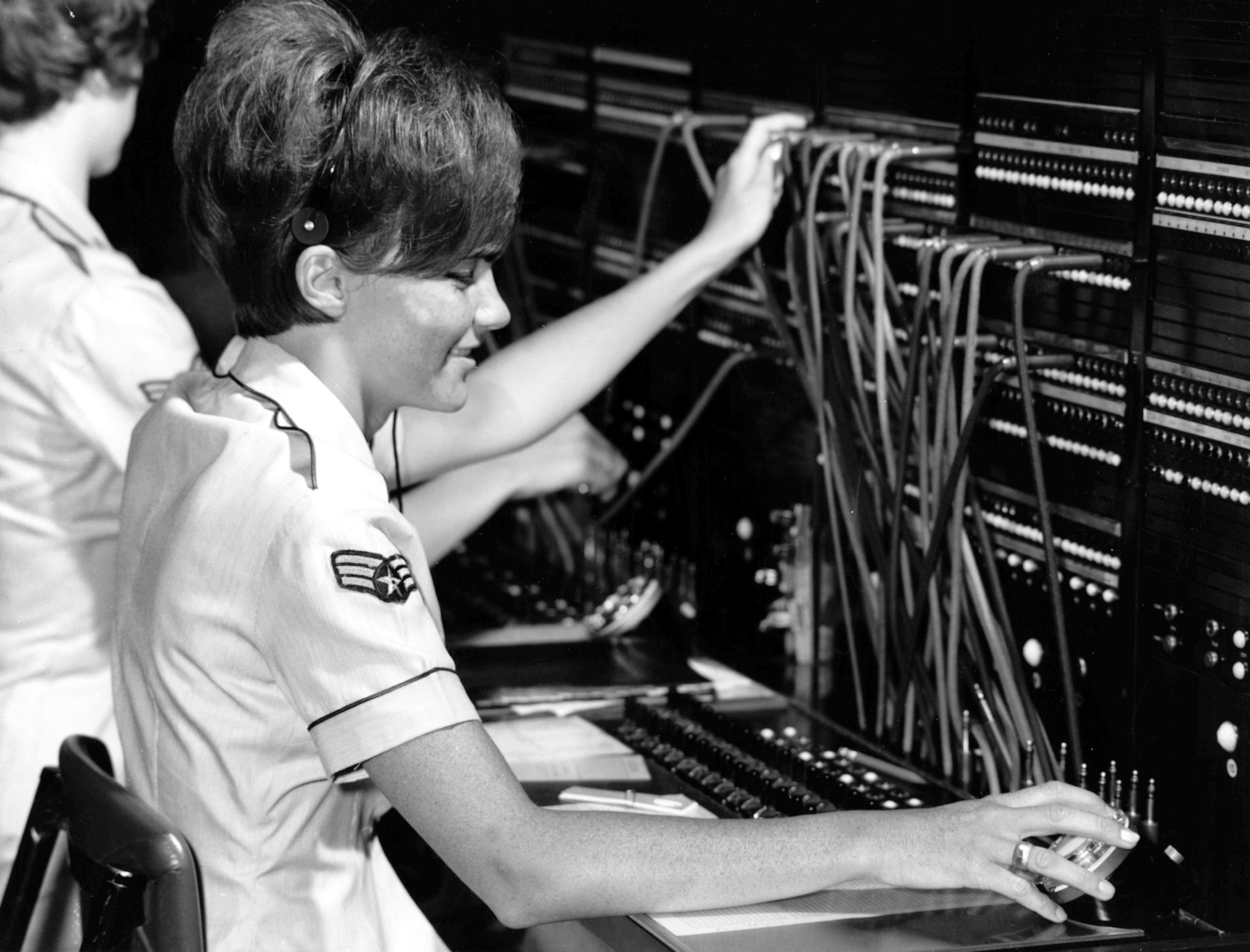
Handgeschakelde telefooncentrale, 1967

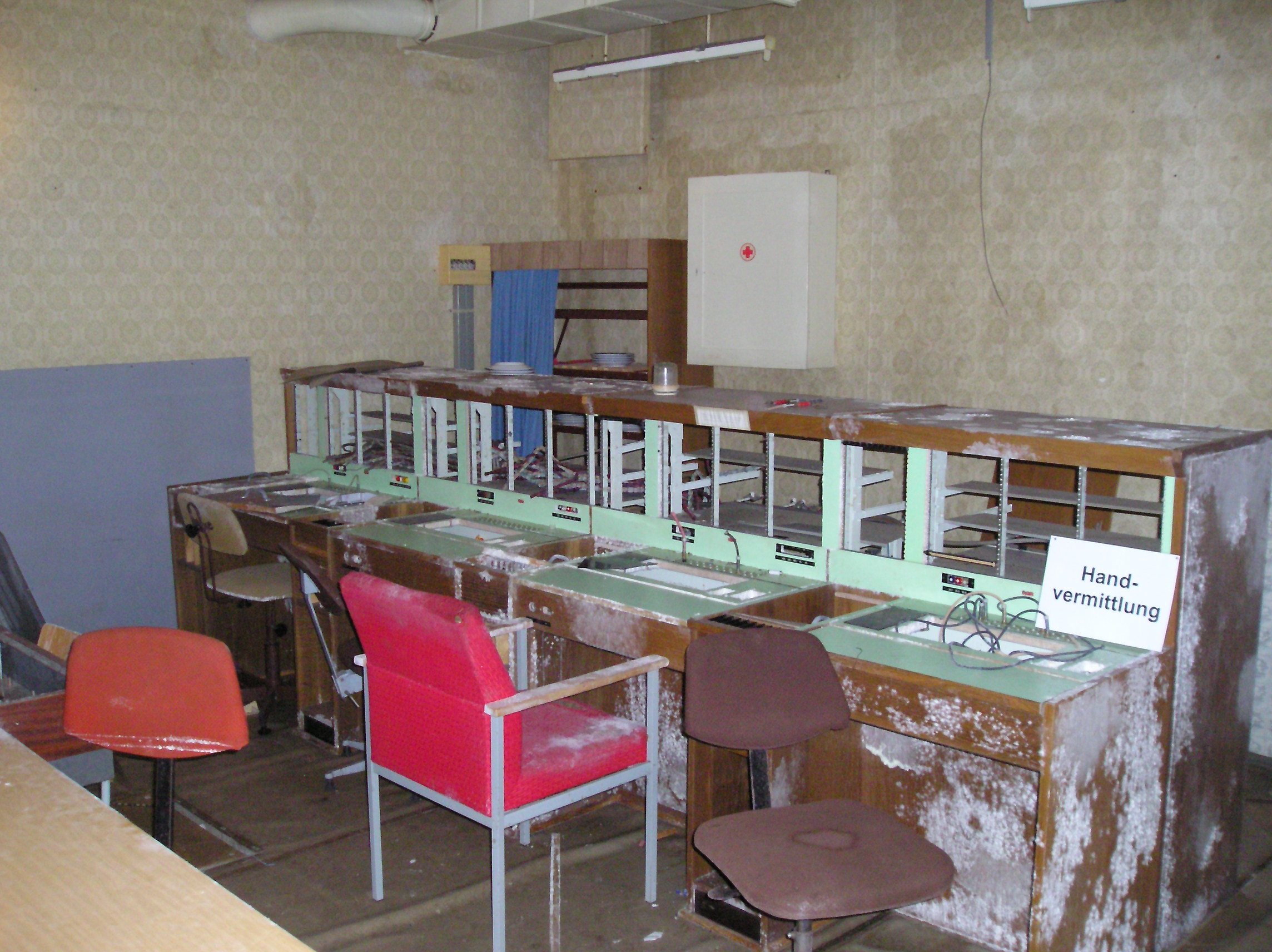
Restant van handgeschakelde telefooncentrale in bunker (Objekt 17/5001, Prenden Duitsland)

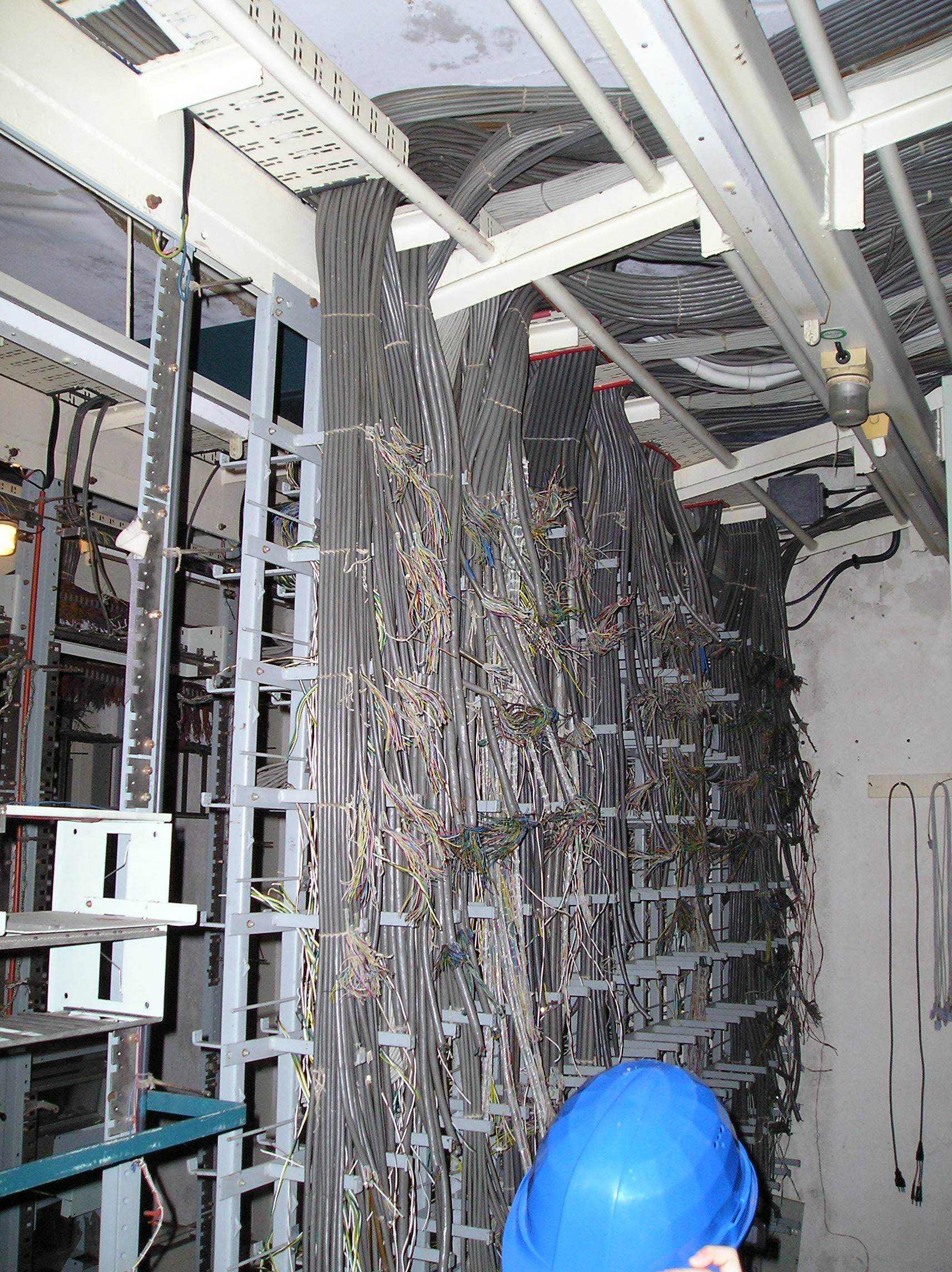
Telefooncentrale in bunker (Objekt 17/5001, Prenden Duitsland)

### Automatisch

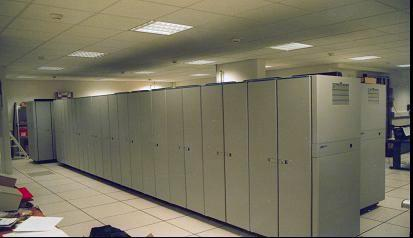
Moderne digitale telefooncentrale

De eerste automatische centrale werd in Kansas City ontworpen, niet door een elektronicus, maar door een uitvaartondernemer. Almon Strowger verdacht de lokale telefoniste ervan de oproepen voor een begrafenis naar een concurrent door te geleiden waardoor hij klanten verloor. Zijn automatische centrale, waarvan nog tot in de jaren tachtig exemplaren werden gebruikt, kon door de abonnee op afstand bediend worden. Zo bepaalde de abonnee wie hij/zij aan de lijn kreeg, zonder tussenkomst van een telefoniste.
Het principe was dat een telefoontoestel was voorzien van een kiesschijf. Bij het opnemen van de hoorn werd de lijn verbonden met een registerrelais dat door de kiesschijf gegenereerde pulsen telde, en doorschakelde naar het volgende cijferrelais, dat dan weer een nieuwe keuze mogelijk maakte enzovoorts. Bij het opnemen aan de andere kant, werd een puls gegenereerd, waardoor een mechanische teller versprong. De door Strowger ontworpen hefdraaikiezer maakte deze ontwikkeling mogelijk. In 1925 werd de eerste automatische telefooncentrale in Haarlem in gebruik genomen.
Latere telefooncentrales werkten nog steeds volgens dit principe; alleen werd de kiesschijf vervangen door een serie druktoetsen, en zijn de relais en tellers elektronische schakelingen geworden. Moderne telefooncentrales maken gebruik van het toonkiessysteem (DTMF) in plaats van pulsen.

#### Terminologie
Het werken met de kiesschijf heet in Nederland kiezen en in Vlaanderen vormen. In de volksmond wordt meestal draaien gezegd, een woord dat met de komst van de drukknoppen niet goed meer bruikbaar is.

#### Digitalisering
Telefooncentrales werden steeds vaker digitaal. Het analoge signaal werd zo snel mogelijk gedigitaliseerd en verder via computers verdeeld. Bij een ISDN-aansluiting werd digitaal aan de centrale aangeleverd. Dat kon zowel spraak als data zijn en verschillende "telefoonnummers" konden parallel gebruikt worden voor betere kwaliteit of een hogere data-snelheid (van 64 kbit/s tot een veelvoud daarvan). ISDN werd begin jaren 2020 in Nederland uitgefaseerd.

#### Oude structuren
Om kabelcapaciteit te winnen, is de reikwijdte van een centrale beperkt. Men spreekt dan van lokale centrales. Deze zijn onderling verbonden via een transitcentrale. Tussen transitcentrales spreekt men niet van lijnen maar van trunks. Via die trunks kunnen mensen aangesloten op lokale centrale x via transit 1 en transit 2 telefoneren met mensen aangesloten op lokale centrale y.
Ten slotte kunnen transitcentrales ook nog verbonden zijn via een interconnectiecentrale. Deze interconnectiecentrales geven verbindingen tot een internationale centrale. In 2003 waren deze interconnectiecentrales ook de verbindingen tussen de netwerken van de verschillende nationale telecombedrijven.
Telecommunicatie en datacommunicatie krijgen steeds meer overlap. De werelden groeien naar elkaar toe. De nieuwste types telefooncentrales maken gebruik van datacommunicatienetwerken en de internetprotocollen (IP). Dit zijn VoIP-centrales (Voice over IP).

### Functies en werking
In essentie maakt een telefooncentrale bij het opzetten van een gesprek een tijdelijke verbinding tussen een tweetal van de op centrale aangesloten poorten.
Binnen complexe telefoonnetwerken is hier een groot aantal functies omheen noodzakelijk om te zorgen dat in de praktijk het telefoonnetwerk goed functioneert.
Een belangrijke functie is de analyse van het gekozen telefoonnummer, en aan de hand daarvan het selecteren van een juiste uitgaande poort. Bij transitcentrales wordt met name het netnummer gebruikt om deze selectie uit te voeren.

#### Openbare centrales
Telefooncentrales die het telefoonverkeer tussen abonnees regelen, zijn openbare centrales. Er kunnen verschillende soorten openbare centrales worden onderscheiden, afhankelijk van de functie, soort netwerk en de opzet van het betreffende netwerk. Enkele voorbeelden zijn:
- nummercentrales: dit zijn centrales in het vaste netwerk waarop de eindgebruikers worden aangesloten.
- verkeerscentrales: dit zijn knooppunten waarop de nummercentrales zijn aangesloten. In het oorspronkelijke vaste telefoonnet kende men verschillende categorieën of lagen verkeerscentrales, afhankelijk van hun plaats in de hiërarchie in het netwerk:
- districtcentrales of DC: van oorsprong was het Nederlandse telefoonnet verdeeld in een aantal districten, verdeeld in regio's en verder netnummer-gebieden. Districtscentrales waren onderling maasvormig verbonden terwijl de onderliggende centrales stervormig aan de DC zaten. Toen de centrales slimmer werden konden lagere orde centrales ook onderling verbonden worden en is een DC niet noodzakelijk.
- BTC of Bijzonder Tarief Centrale: bij de introductie in Nederland van koopnummers en gratis nummers werd een speciale nummercentrale geïnstalleerd. Deze BTC (ook wel bijzonder verbruikscentrale, BVC) stond in Rotterdam bij de Waalhaven. Gesprekskosten werden in die tijd nog in pulsen of tikken berekend waarbij elke puls 15 of 16 cent kostte. De BTC zorgde voor het versturen van het juiste aantal pulsen per minuut. De eerste babbelboxen en erotische telefoondiensten vestigden zich allemaal vlak bij de Waalhaven om de verbinding naar deze BTC zo kort, en daarmee goedkoop, mogelijk te houden.
- Internationale centrale: gesprekken tussen verschillende landen lopen via dergelijke knooppunten. Een internationale centrale hoeft niet rechtstreeks gekoppeld te zijn met elk ander land. Er worden alleen rechtstreekse verbindingen gemaakt met landen waar veel naartoe gebeld wordt (of andersom). Gesprekken naar landen die niet direct gekoppeld zijn, lopen via één of meer andere landen, het transitverkeer. Zie ook ITU-T
- MSC of Mobile Switching Centre: telefooncentrale in een mobiel (GSM) netwerk. Er zijn verschillende varianten MSC, waaronder gateway-systemen die koppeling met het vaste telefoonnet of andere mobiele netwerken mogelijk maakt.

#### Privécentrales
Naast genoemde centrales voor verkeer tussen verschillende abonnees of zelfs verschillende netwerken en landen zijn er ook systemen voor gebruik binnen een bedrijf of gezin:
- Huistelefooncentrale: om meerdere toestellen aan te sluiten op een enkele analoge of digitale telefoonlijn en onderlinge gesprekken tussen de toestellen mogelijk te maken.
- PABX: ook wel bedrijfscentrale. Organisaties met meerdere aansluitingen gebruiken een PABX om het interne, inkomende en uitgaande verkeer te regelen. Moderne systemen bieden een breed scala aan speciale functies zoals direct doorkiezen, groepsschakelingen, voicemail, gespreks verdeling en wachtrijmelders.

## Tegenwoordig
Door de opkomst van Voice over IP of VoIP, ook binnen bedrijven en organisaties, zijn nagenoeg alle telefoonverbindingen internetverbindingen geworden zonder hardware-centrales, hooguit ondersteund met Cloudcomputing diensten. Analoge verbindingen worden nagenoeg altijd ergens (zo snel mogelijk) omgezet naar VoIP of digitale data. Nieuwe analoge aansluitingen worden door de Koninklijke KPN nagenoeg niet meer toegelaten en bestaande zijn alleen nog maar "getolereerd" voor Onderhoudsversie ("legacy") systemen.  Veel analoge-telefonieklanten worden gedwongen omgezet naar DSL, maar ook dat wordt snel vervangen door Glasvezelaansluiting-oplossingen. Een alternatief zijn kabeltelevisie-aansluitingen met VoIP. In het buitengebied worden door KPN 4G Mobiele telefoon aansluitingen met gereduceerd tarief aangeboden.

### Nadelen
Deze (met name voor consumenten, zeer snelle) verandering geeft soms problemen met oudere (deels analoge) alarmsystemen, met name voor bewakingssystemen. Veel oude (analoge) systemen controleren continue of de "telefoonlijn" nog actief is. Digitale verbindingen willen nog wel eens (kort) haperen waarna een (ongewenst) alarm wordt gegeven. 